# Erichansenia
Erichansenia is een geslacht van korstmossen behorend tot de familie Teloschistaceae. De typesoort is Erichansenia epithallina.

## Geslachten
Volgens Index Fungorum telt het geslacht drie soorten (peildatum december 2023):
| Soortnaam                   | Auteur(s)                                                               | Publicatiejaar |
| --------------------------- | ----------------------------------------------------------------------- | -------------- |
| Erichansenia cryodesertorum | (Garrido-Ben., Søchting & Pérez-Ort.) S.Y. Kondr., Kärnefelt & A. Thell | 2020           |
| Erichansenia epithallina    | (Lynge) S.Y. Kondr., Kärnefelt & A. Thell                               | 2020           |
| Erichansenia sauronii       | (Søchting & Øvstedal) S.Y. Kondr., Kärnefelt & A. Thell                 | 2020           |